# Тиранчик панамський
Тира́нчик панамський (Phylloscartes flavovirens) — вид горобцеподібних птахів родини тиранових (Tyrannidae). Ендемік Панами.

## Поширення і екологія
Панамські тиранчики поширені на західних схилах східної Панами, від зони каналу до східного Дар'єну. Вони живуть в кронах вологих гірських і рівнинних тропічих лісів. Зустрічаються на висоті від 900 до 2000 м над рівнем моря.